# John Crammond
John Gordon Crammond (5 luglio 1906 – 18 settembre 1978) è stato uno skeletonista britannico.
Crammond ha partecipato ai giochi olimpici invernali nel 1948, conquistando una medaglia di bronzo nello skeleton.

## Palmarès

### Olimpiadi
- 1 medaglia:
  - 1 bronzo (Sankt Moritz 1948).